# Stöbich Brandschutz
A Stöbich Brandschutz GmbH é um fabricante alemão de produtos de proteção contra incêndio. O foco inicial foi nos sistemas automatizados para a proteção de vãos com obstáculos como, por exemplo, esteiras transportadoras. Ao longo dos anos, o desenvolvimento e a produção de cortinas têxteis automatizadas corta fogo e corta fumaça tornaram-se foco principal da empresa. Atualmente, a Stöbich Brandschutz GmbH é o líder mundial nesta área. O ramo da atuação inclui o desenvolvimento e a produção de cortinas flexíveis e automatizadas contra ruídos, sistemas de energia de emergência e portões especiais contra fogo como, por exemplo, portões rápidas secionais e portões corta fogo para câmaras frias.
A empresa emprega atualmente em torno de 220 funcionários e gerou um faturamento anual de 33 milhões de EUROS (2011). A sede situa-se na Alemanha, na cidade de Goslar, possuindo mais três filiais no mesmo país. No mundo todo, a empresa está representada em 47 países.

## Fundação e história corporativa

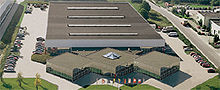
Sede atual da Stöbich em Goslar

A Stöbich Brandschutz GmbH foi criada em 1 de janeiro em 1980 em Goslar, pelos sócios Lutz Ahner, Horst Steinert, Gerd Odlozinski e Jochen Stöbich. Depois de duas mudanças (1982 e 1985), a sede definitiva foi construida em um parque industrial em Goslar. Em 1990, se abriu uma filial no sul da Alemanha, em Bopfingen. Dois anos mais tarde, Bernd Steinert saiu da empresa e no mesmo ano, mais uma filial foi fundada no leste do país, em Halle/Queis. Após a saída dos sócios Lutz Ahner e Gerd Odlozinski, a razão social foi alterada em Stöbich Brandschutz GmbH com o único sócio Jochen Stöbich.
CEO da empresa atualmente: Dr. Ing. Jochen Stöbich, Dr. Hendrik Rust

## Materiais aplicados

### Fibra de vidro
Desde vários anos, a fibra de vidro é usada em várias aplicações, como, por exemplo, em peças de isolamento térmico para fornos e na industria automobilística. No entanto, em comparação com as aplicações em componentes estáticos, modificações são necessárias por causa das seguintes exigências específicas das cortinas corta fogo e fumaça: vedação contra fumaça e fogo, resistência contra uma tensão dinâmica devido ao contínuo mecanismo de enrolamento, e resistência contra altas temperaturas por um período longo. Em cooperação com a indústria, institutos de pesquisa de materiais e laboratórios de proteção contra incêndio, um material foi desenvolvido que possbilitou uma nova geração de produtos de proteção contra incêndios.

### Materiais intumescentes
Materiais intumescentes são utilizados como materiais de vedação. No caso da tensão térmica, eles expandem e formam um espuma que fecha as aberturas restantes para evitar a passagem de fumaça e gases tóxicos. O processo desta expansão do material gasta a energia térmica no local e, assim, evita que o calor passe e queime os materiais no outro lado do vão. 

## Ramo de produtos
- Cortinas e barreiras têxteis automatizadas contra fumaça
- Cortinas e barreiras têxteis automatizadas contra fogo
- Barreias automatizadas corta fogo para vãos com obstáculos (por exemplo, esteiras transportadoras)
- Barreiras automatizadas corta fogo para esteiras transportadoras pneumáticas
- Cortinas automatizadas de proteção contra ruídos
- Portões corta fogo para câmaras frias
- Portões secionais e rápidas corta fogo
- Sistemas de energia de emergência